# مشكلات طفل الروضة
التعامل مع سلوك الطفل يحتاج فهم طبيعة الطفل النمائية وحاجاته المعرفية، وان يفهم الطفل ما هو متوقع منه.

## التخريب
قيام الطفل بتدمير ممتلكات الأسرة في المنزل أو تخريب ممتلكات الروضة.

### أسباب التخريب
1.لفت الأنتباه
2. الغيرة كوجود تفرقة بين الأخوة.
3.حب الأكتشاف، فأطفال هذه المرحلة ميالون إلى معرفة كل شيء.
4.تقليد الطفل للكبار.
5وجود طاقة ونشاط زائد لدى الطفل.

## أشكال التخريب
1 . التخريب البريء:«وهو السلوك الشائع لدى معظم الأطفال»، فالأطفال يقومون بألحاق الأذى بالمقتنيات الخاصة بدون علمهم بقيمة هذه المقتنيات.
2.التخريب الفضولي المنظم : يقوم الطفل في هذه المرحلة بإرجاع ما تم تخريبة وإعادة المقتنيات التي تم تخريبها.
3. التخريب اللاواعي : تخريب الطفل بدون وعي منه أي أنه في هذه المرحلة لا يعي انه يقوم بسلوك تخريبي.
4. التخريب گأنعكاس للطاقة العضلية : كوجود طاقة زائدة لدى الطفل تدفعة إلى القيام بأعمال تخريبية.
5.التخريب المتعمد  وينقسم إلى:
- .تخريب الشلة: قيام مجموعة من الأطفال بأعمال تخريبية كمحاولة منهم لتفريغ طاقاتهم الزائدة.
- . التخريب المرضي: قيام الطفل بتخريب متلكات الأخرين والفرار ضاحكا من هذا السلوك، أو قيامة «بأشعال الحرائق» بهدف المتعة؛ وهنا يحتاج الطفل إلى مختصين لعلاجة.

## إستراتيجية علاج السلوك التخريبي
1. دراسة حالة الطفل من خلالها يتم تحديد السبب وراء هذا السلوك ووضع خطة علاجية له.

2.إعادة توجية السلوك التخريبي، كتوفير ألعاب مناسبة لعمر الطفل لكي يتسنى للطفل أكتشافها مع توفير المكان المناسب لكي يلعب الطفل.

## الكلام البذيء
هو قيام الطفل بالتلافظ بألفاظ تؤذي شخص آخر.
- معظم أسباب الكلام البذيء عند الأطفال هو كمحاولة منهم لتقليد الكبار، فخبرة الطفل قليلة من الكلمات ولكنة يكتسب معظم الكلمات كنوع من تقليده للكبار؛ فالبيئة تلعب دور كبير في إنماء شخصية الطفل، وايضاً يلجأ الطفل إلى التلفظ بالكلام البذيء كنوع من لفت الأنتباه ففي هذه المرحلة يجب عليكي كمعلمة التالي:

1. الجلوس مع الطفل والتحدث معه بهذا السلوك السيء ومعرفة الأسباب الكامنة وراء هذا السلوك والعمال على علاجها.
2. تعزيز الطفل عند التلفظ بألفاظ حسنة، وإن لا تبدي المعلمة اهتمامها عندما يتلفظ الطفل بألفاظ سيئة.

## العض
يواجه بعض الأطفال مشكلة عدم قدرته على التعبير عن انفعلاته فيلجأ إلى لغة الجسد ويستخدم العض كنوع من التعبير عن انفعلاته وأنزعاجة؛ واحيانا تكون دفاعاً عن ممتلكاته الخاصة كلعبته المفضلة وعند حدوث مشكلة كهذه فيجب على المعلمة ان لا تسمح للطفل بإيذاء الآخرين، ومعرفة الاسباب التي أدت إلى أنزعاج الطفل.

## الإحباط
«شعور الطفل بأنه فقد التحكم بأمر ما يجعله يشعر بالهزيمة»

### إستراتيجية علاج الإحباط
1. «التخطيط للأنشطة بعناية بحيث تكون ملائمة نمائيا وتلبي حاجات الأطفال واهتماتهم وقدراتهم»
2. تدريب الطفل على حل المشكلات.
3.توفير ألعاب تتناسب مع مستوى نمو الطفل مثل
(مكعبات البناء، والمعجون، والرمل).
4. أثناء تعاملك كمعلمة مع الأطفال يجب أن تكوني صبورة لأنه عند تعاملك بغضب مع الطفل يشعر ب التوتر.

## التهريج
يتعامل بعض الأطفال مع أي توجيه بالضحك والسخرية، والسبب الكامن وراء هذا السلوك لكي يبقى الطفل مركز لجذب الأنتباه، وكما أن بعض الأطفال يجدها وسيلة للتعبير عن مشاعرهم.

### إستراتيجية تعديل سلوك التهريج
1. معرفة الاسباب
2. تجاهلي مبدائياً هذا للسلوك، وليس تجاهل تام ففي كثير من الأحيان إذا تم التجاهل يختفي هذا السلوك مع الوقت.
3. الإشارة بالخصال الحميدة لدى الطفل، وإنما تقدير الذات لديه

## الخاتمة
ليس الهدف من علاج مشكلات الطفل تقييده بألانظمة والتعليمات، وقبل البدء بلوم الطفل وعقابة أسالي نفسك بوصفك معلمة أو أم ماذا قدمتي للطفل من أنشطة لتفريغ طاقاته؟